# 大木正幹
大木 正幹（おおき せいかん）は、日本の陸上競技（短距離走）選手・指導者。法政大学在学中の1932年、ロサンゼルスオリンピックに400m走と4×400mリレーで出場した。

## 経歴
旧制延岡中学校（現在の宮崎県立延岡高等学校）出身、法政大学に進学。
短距離走の選手であるが、1930年の東京箱根間往復大学駅伝競走（箱根駅伝。第11回）に出場した。箱根駅伝にはその後も1931年（第12回）、1932年（第13回）、1933年（第14回）と、計4度出場している。
1932年、日本学生陸上競技対校選手権大会（日本インカレ）の400m走で優勝。1932年ロサンゼルスオリンピックの日本代表に選ばれ、400m走と4×400mリレーに出場。400m走では2次予選落ち。4×400mリレー（中島亥太郎・増田礒・大木正幹・西貞一）で5位入賞。なお、大木は法政大学出身者としては初のオリンピック選手の一人である。
卒業後、大木は母校法政大学の陸上競技部の監督を務めた。指導者としては、形に当てはめた指導や練習の強制を誤りと主張し、選手それぞれの体力や個性に適した走法を取り入れた。
また、日本陸上競技連盟の運営に関わり、1939年にウィーンで開催された万国学生陸上競技大会 (1939 International University Games (Vienna)) では、日本選手団の総務を務めた。
第二次世界大戦後、1947年の日本学生陸上競技連合（日本学連）の再建にもOB役員として参画している。

## 記念
- 延岡駅前複合施設「エンクロス」の西側市民交流広場には「延岡市ゆかりの歴代オリンピック・パラリンピック出場者・手形足形モニュメント」がある。大木はその筆頭に置かれている[12][13]。